# Coiled tubing

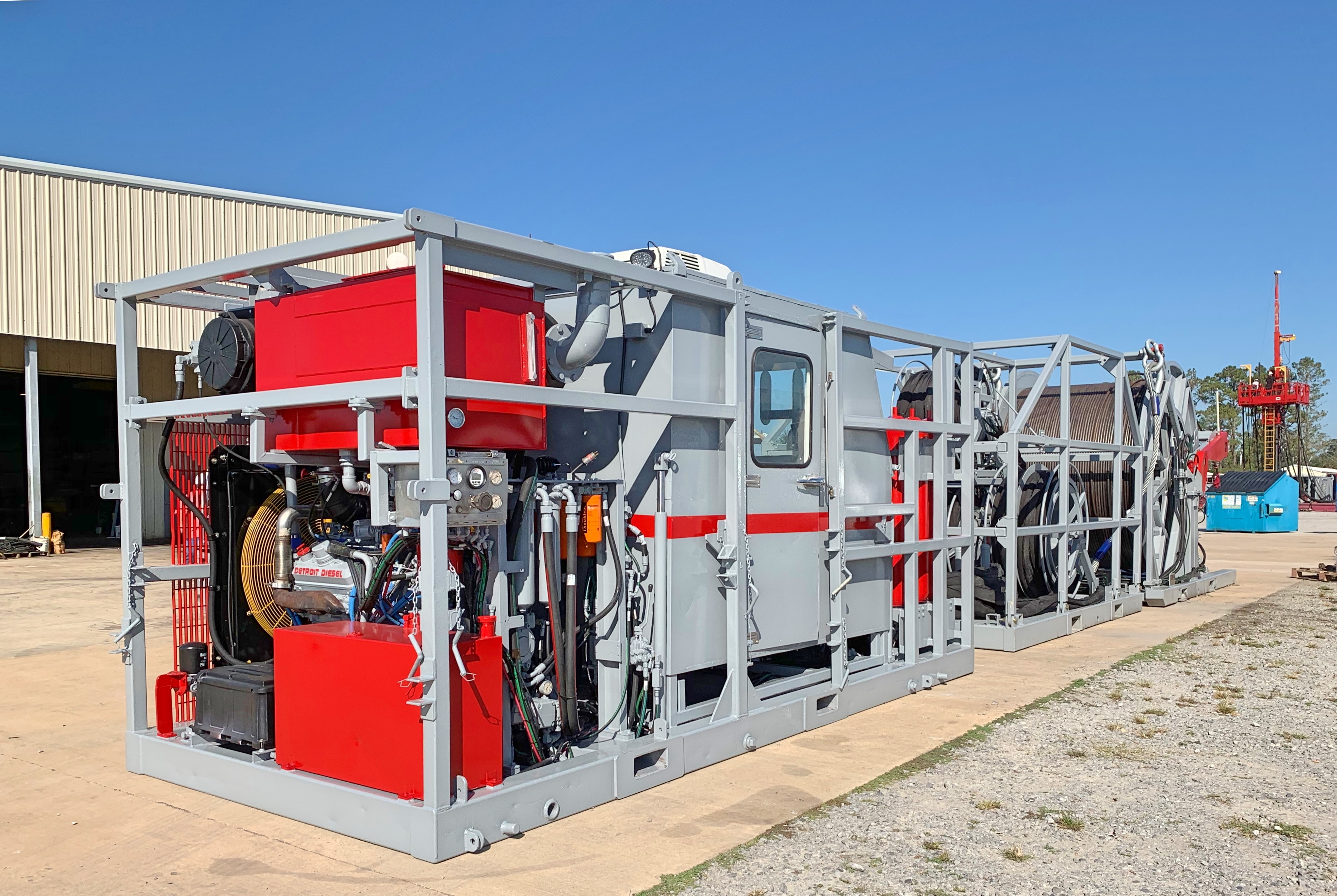

Il coiled tubing è un'attrezzatura temporanea per intervenire con lavori di manutenzione, su pozzi a gas o ad olio, e talvolta viene usato anche come tubo di produzione. Le dimensioni del tubino (tubing di produzione) possono variare da 1" fino a 3,5" di diametro esterno, mentre in lunghezza si possono avere string di svariati chilometri. Le operazioni che si possono effettuare con il coiled tubing sono principalmente quella di poter circolare dei fluidi ad una certa profondità, pompare, fresare, aprire e chiudere valvole o pescare degli oggetti che si trovano in pozzo.
Il coiled tubing può essere utilizzato per perforare pozzi direzionali in condizioni di pressione in underbalance.